# RACK
RACK, acronimo inglese derivante dall'espressione "risk-aware consensual kink", è un termine che sta a indicare, nell'ambito della comunità BDSM, l'insieme delle attività sessuali ritenute accettabili a patto che gli eventuali rischi presenti siano accettati consensualmente da tutti i partecipanti.

## Definizione
L'acronimo Rack sta a indicare:
- Risk (rischio): conoscenza approfondita dei rischi connessi a determinate attività sessuali
- Aware (consapevolezza): consapevolezza e accettazione completa di questi rischi
- Consensual (consensuale): presenza di un accordo fra tutte le parti relativo alle attività svolte e ai rischi connessi
- Kink: termine che sta genericamente a indicare le forme di sessualità alternative.

L'ideologia connessa al RACK contrasta per certi versi con quella praticata dalla maggioranza degli esponenti del BDSM, ed espressa sinteticamente nell'acronimo SSC, ovvero sano, sicuro e consensuale. In questo caso, infatti, invece di porre l'accento sulla maggior sicurezza possibile da perseguire nell'ambito del sesso, i praticanti la sessualità descritta come RACK ritengono corrette anche attività sessuali prive dei requisiti di sicurezza e igiene previsti dalla formula SSC, purché svolte consensualmente. Viene ad es. in questo senso messo in discussione l'utilizzo della cosiddetta safeword, ovvero la parola chiave che la persona sottomessa può utilizzare a sua discrezione per interrompere una pratica sessuale non più gradita.
Va in ogni caso ricordato che l'adesione di tutti i partecipanti a un'attività sessuale, ancorché espressa secondo la filosofia del RACK, non esonera gli autori di eventuali crimini o danni fisici a persone dalle responsabilità penali previste dalla legge.